# Castello reale di Senlis e priorato Saint-Maurice
Il castello reale di Senlis, sito a Senlis in Francia nella regione della Piccardia, risale all'epoca dei Merovingi e fu il luogo in cui venne eletto Ugo Capeto nel 987, ma venne interamente ricostruito da Luigi VI intorno al 1130. Fu utilizzato come residenza reale fino agli inizi del XVI secolo e cadde poi in rovina poco dopo la Rivoluzione francese, e quanto rimasto venne demolito fra il 1812 ed il 1861. Il Priorato di Saint-Maurice venne fondato da San Luigi nel periodo 1262/1264 e costruito nei pressi del castello reale. A causa del numero insufficiente di monaci, venne chiuso nel 1768 e il monastero e la cappella furono demoliti dopo la Rivoluzione. Rimase il palazzo dei monaci, oggi sala comunale e la casa del priore, del XVIII secolo, acquisita dal Comune di Senlis nel 1956 per installarvi il Museo della caccia. Tutte le rovine del castello reale e del priorato di Saint-Maurice si trovano nello stesso sito, trasformato in parco, e sono visitabili gratuitamente tutti i giorni tranne il martedì.

## Castello reale di Senlis

### Storia

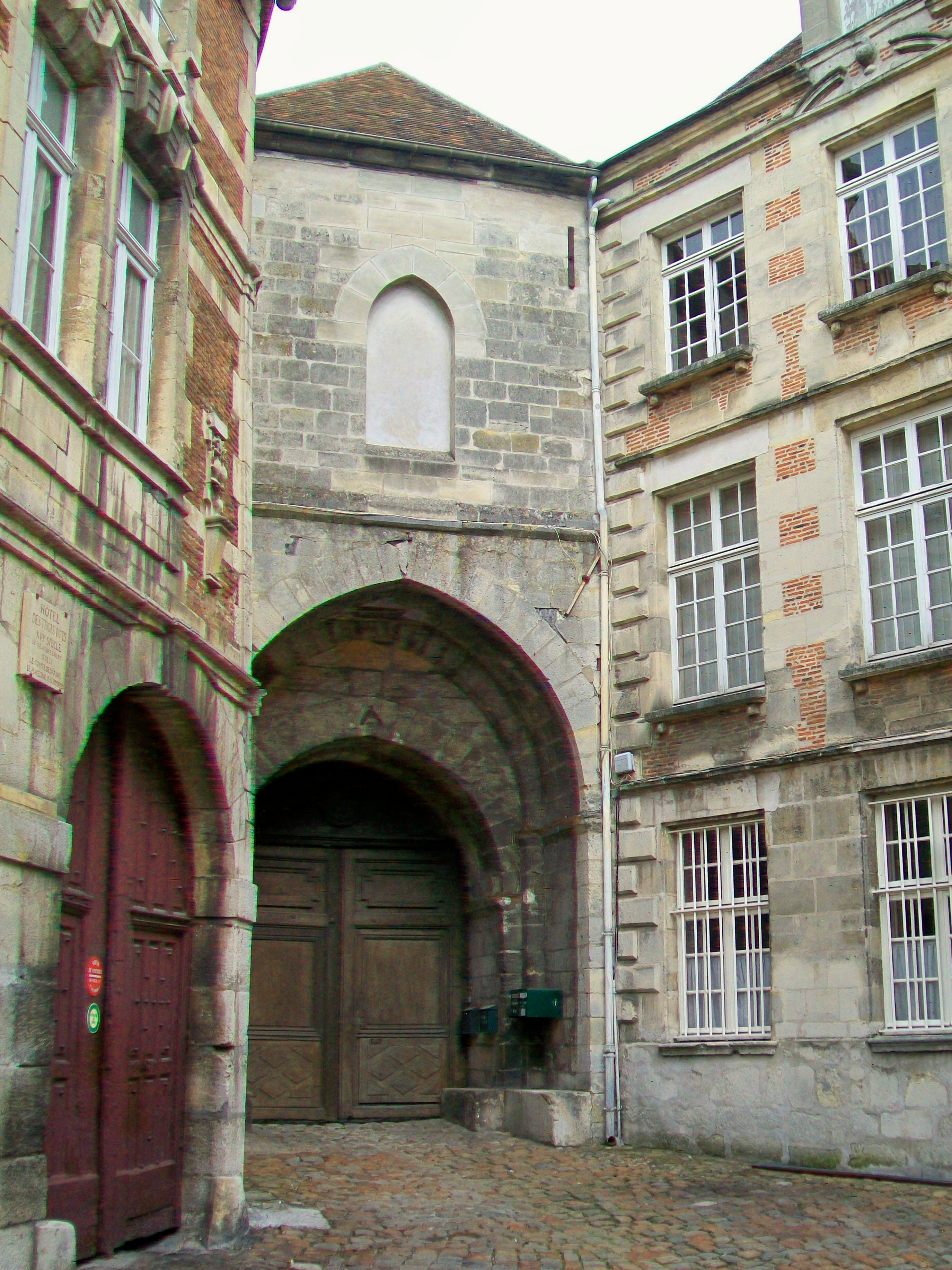
Porta fortificata del XIII secolo

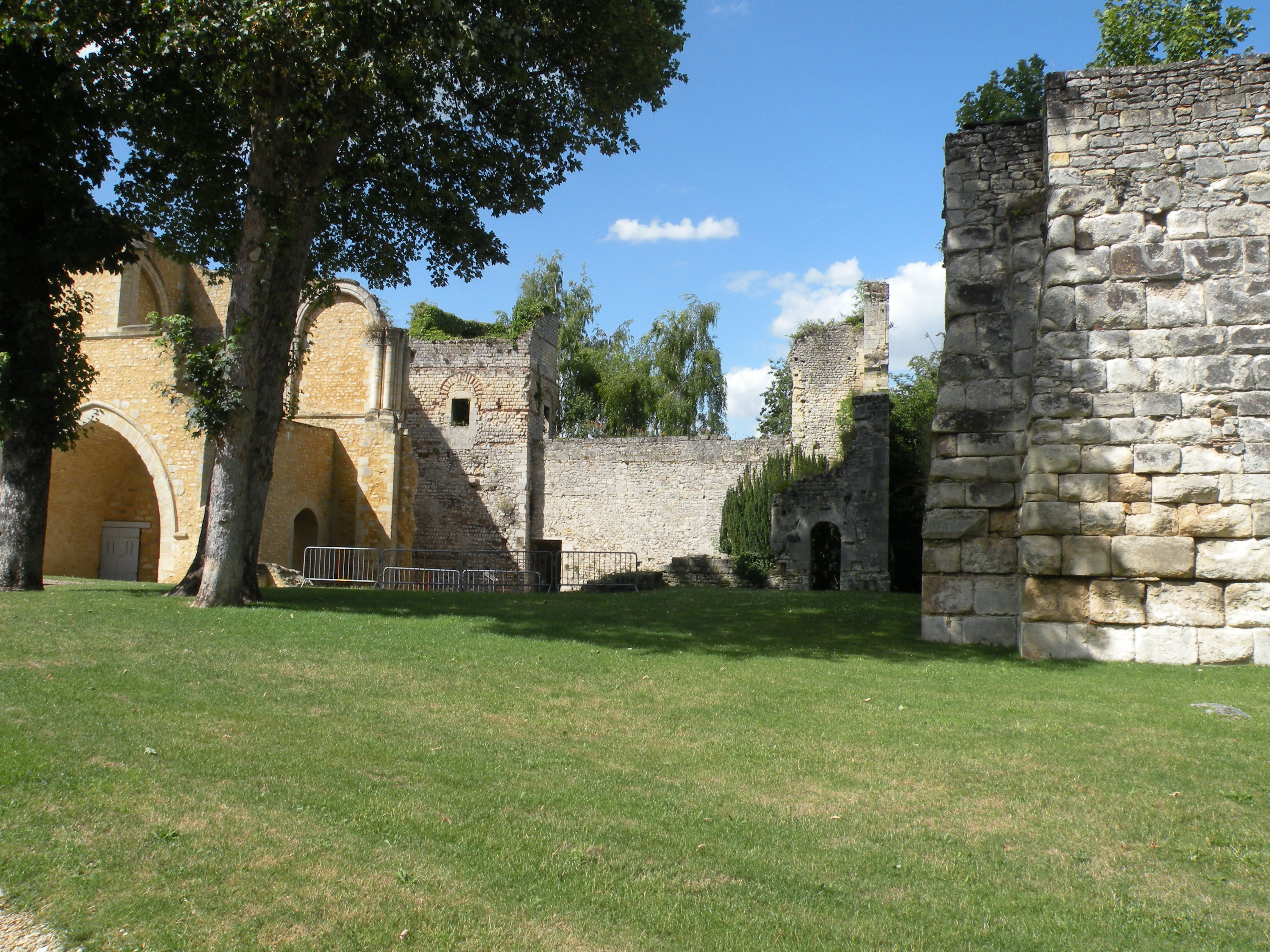
Rovine della grande torre a destra, e la cappella di Saint-Denis.

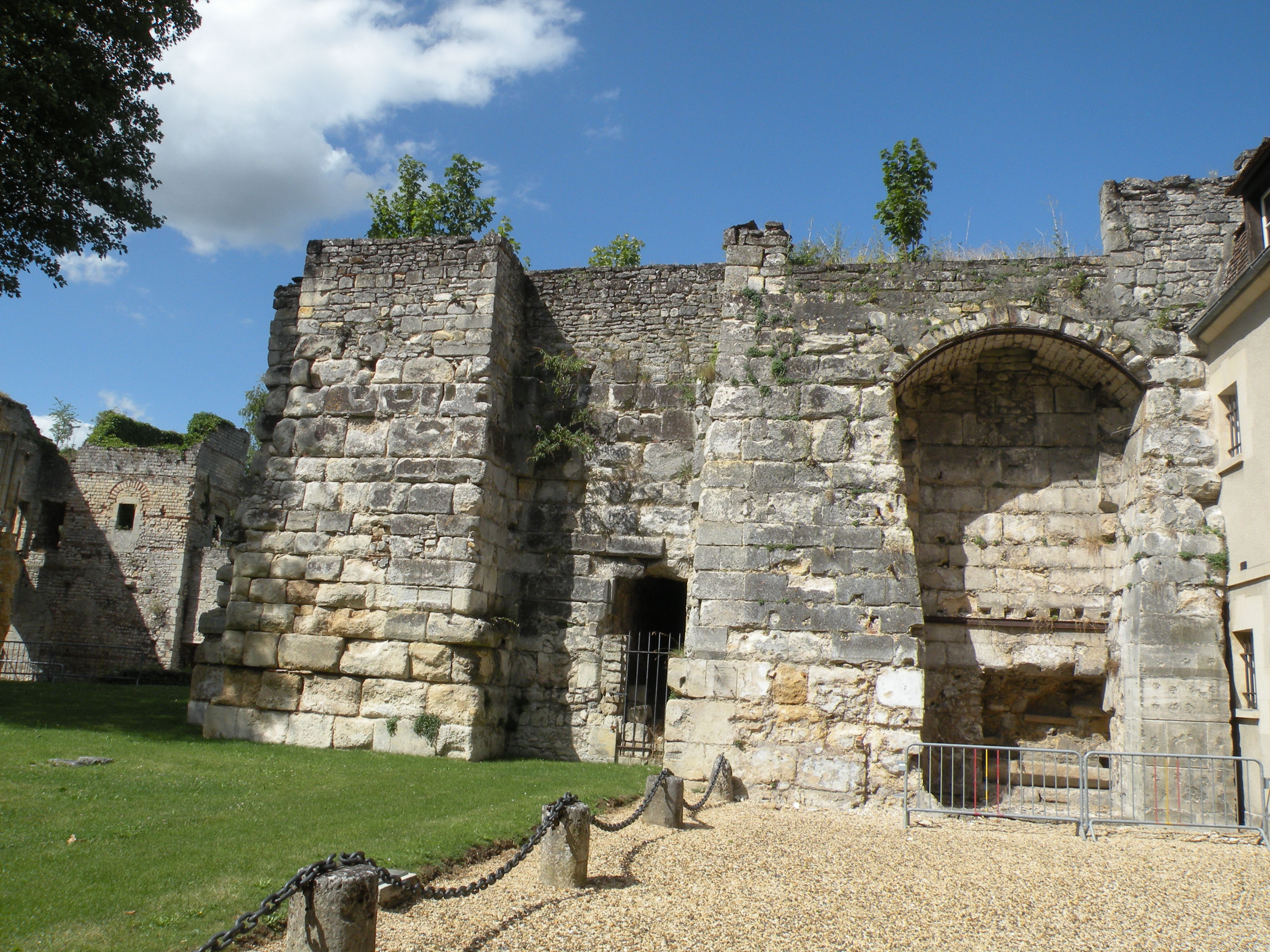
Grande torre della fine del X secolo.

La storia di Senlis è ricca di dieci secoli di ininterrotta presenza reale. La città era sede di un castello o di un palazzo merovingio e carolingio dall'Alto Medioevo, e scomparso senza prove archeologiche certe, ma di cui rimane traccia in molti documenti antichi. Potrebbe essere stato un palazzo nato dalla trasformazione del tribunale dell'Impero romano, dato che era collocato nella posizione corrente delle rovine nel punto più elevato di Senlis . Il tesoro reale fu qui conservato dall'854. Carlo il Calvo vi alloggiò sua figlia Giuditta, già vedova per la seconda volta nell'860, sotto la protezione di "cura paterna, regale ed episcopale," prima che ella decidesse di abbandonarla volontariamente dietro richiesta di Baldovino I di Fiandra. Dall'862, Senlis diventa il centro della resistenza contro i vichinghi. Carlo rinchiuse nel castello reale suo fratello Pipino II di Aquitania, re deposto nell'864, e suo figlio il vescovo Incmaro di Laon nell'870. Carlo il Calvo è stato anche il primo re a soggiornare frequentemente a Senlis, dal momento che datò molti documenti da Senlis.
Fra il 946 ed il 949, il castello resistette a diversi assedi posti da migliaia di aggressori. Nel 949, il castello fu apparentemente usato da Bernardo il danese, conte di Senlis, almeno è qui che suo nipote, Riccardo, venne posto dal suo tutore Osmond di Conteville, che era stato rilasciato dal suo esilio a Laon da Luigi IV. Fu anche qui che il giovane Luigi V morì accidentalmente per una caduta il 22 maggio 987. Questo incidente diede origine all'assemblea di un gruppo di nobili e clero che alla fine elessero Ugo Capeto re dei Franchi. Ugo Capeto imprigionò al castello Carlo di Lorena nel 991 prima di trasferirlo a New Orleans, dove morì poco dopo.
Roberto II veniva ogni anno a trascorrere qualche tempo a Senlis, intorno all'anno 1000, per condurre conversazioni teologiche con Lézelin secondo abate di Saint-Arnould, Crépy-en-Valois. Filippo I firmò numerosi atti a Senlis, con la formula in aula nostra regia. Il termine aula si riferisce ad una grande sala presente nel complesso. Intorno al 1130, Luigi VI fece demolire interamente il primo castello, facendolo ricostruire in seguito, fatta eccezione per una grande torre del X secolo. Lo stesso re fece eseguire la ricostruzione della Cattedrale di Notre-Dame, vale a dire, la cattedrale attuale. Le rovine visibili oggi appartengono alla costruzione di re Carlo, addossate alle mura gallo-romane del III secolo a nord ovest della città. Anche se nessuna fonte sostiene che il castello era nella stessa posizione della costruzione carolingia, non vi è motivo di ritenere che il castello originale non si trovasse nello stesso luogo: la città era troppo densamente costruita per dare al monarca la possibilità di scegliere una nuova posizione. Ricerche sono state condotte fra il 1943 ed il 1949 da Georges Matherat, ma il loro risultato è andato perduto, e le conclusioni, frettolose e casuali, tratte dal giovane ricercatore su una planimetria della Senlis gallo-romana, risultano invalidate in quasi ogni particolare.
Nel 1183, il trattato di pace di Senlis venne, molto probabilmente, firmato al castello. Un anno dopo, Filippo Augusto vi celebrò le sue nozze con Isabella di Hainaut. Il castello venne leggermente modificato durante i regni di San Luigi, Carlo V e Francesco I ma la sua impostazione generale non cambiò. Fu Carlo V che trasformò la torre n° 28 o "Torre dell'Oratorio" gallo-romano. Nonostante questo adattamento, il palazzo perse importanza alla fine del Duecento, nella misura in cui aumentarono la funzione centrale e il ruolo di Parigi. Poco dopo la morte di Francesco I, nel 1547, il castello divenne la sede del Presidial (tribunale di giustizia) nel 1551. Non più utilizzato come residenza reale andò in rapido deterioramento per mancanza di manutenzione. Durante i suoi frequenti viaggi a Senlis, Enrico IV di solito alloggiava all'Hotel Séguin, rue de la Treille, casa a graticcio ancora conservata in ottime condizioni. Nel 1780, dopo due secoli di abbandono, una gran parte del palazzo crollò, in particolare l'aula (ex corpo di guardia, a nord della Cappella reale).
L'area del castello divenne bene nazionale nel 1793, e le dipendenze vennero in gran parte demolite nel 1816. Nel 1835, la famiglia Turquet de la Boisserie, antica famiglia di Senlis, presente nella zona fin dal XIII secolo, acquistò le rovine del castello. Essa possedeva già il contiguo priorato di Saint-Maurice dal 1816. L'edificio che ospitava l'amministrazione di Eaux et Forêts, venne tuttavia abbattuto nel 1861, lasciando solo i resti, ancora al loro posto ai nostri giorni. Fino ad allora, la parte occidentale della torre del castello dietro l'oratorio continuava fino alla facciata sud costruita nel 1861 per chiudere l'edificio amputato. La Cappella reale dedicata a san Dionigi nel 1142 fu demolita nel XIX secolo ad eccezione della tribuna occidentale. Le rovine ben conservate diventano di proprietà della città di Senlis nel 1956 con tutta l'area circostante, tra cui il Giardino del Re a nord del bastione e il priorato di Saint-Maurice

### Descrizione delle rovine

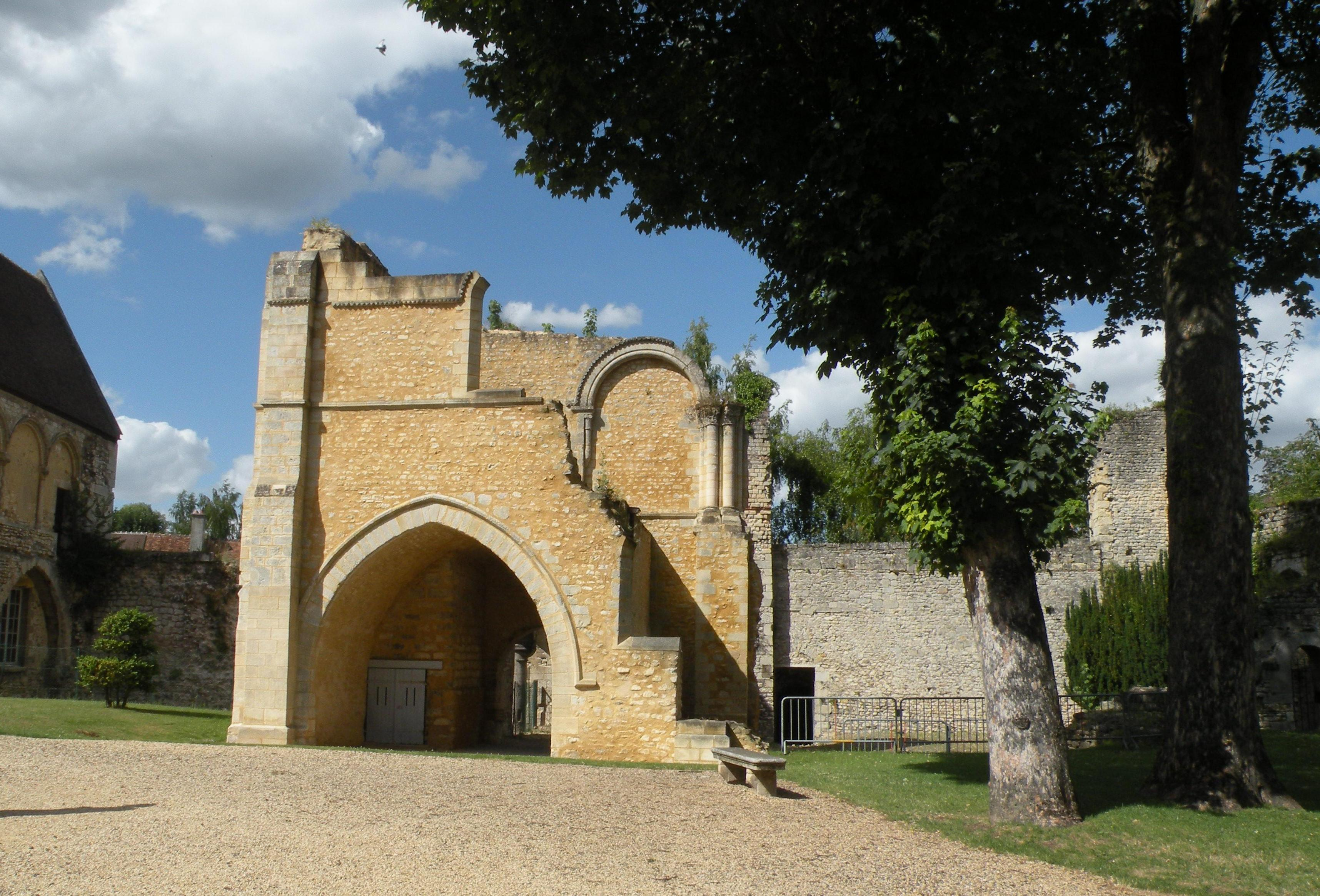
Accesso agli appartamenti reali; in alto, tribuna occidentale della cappella.

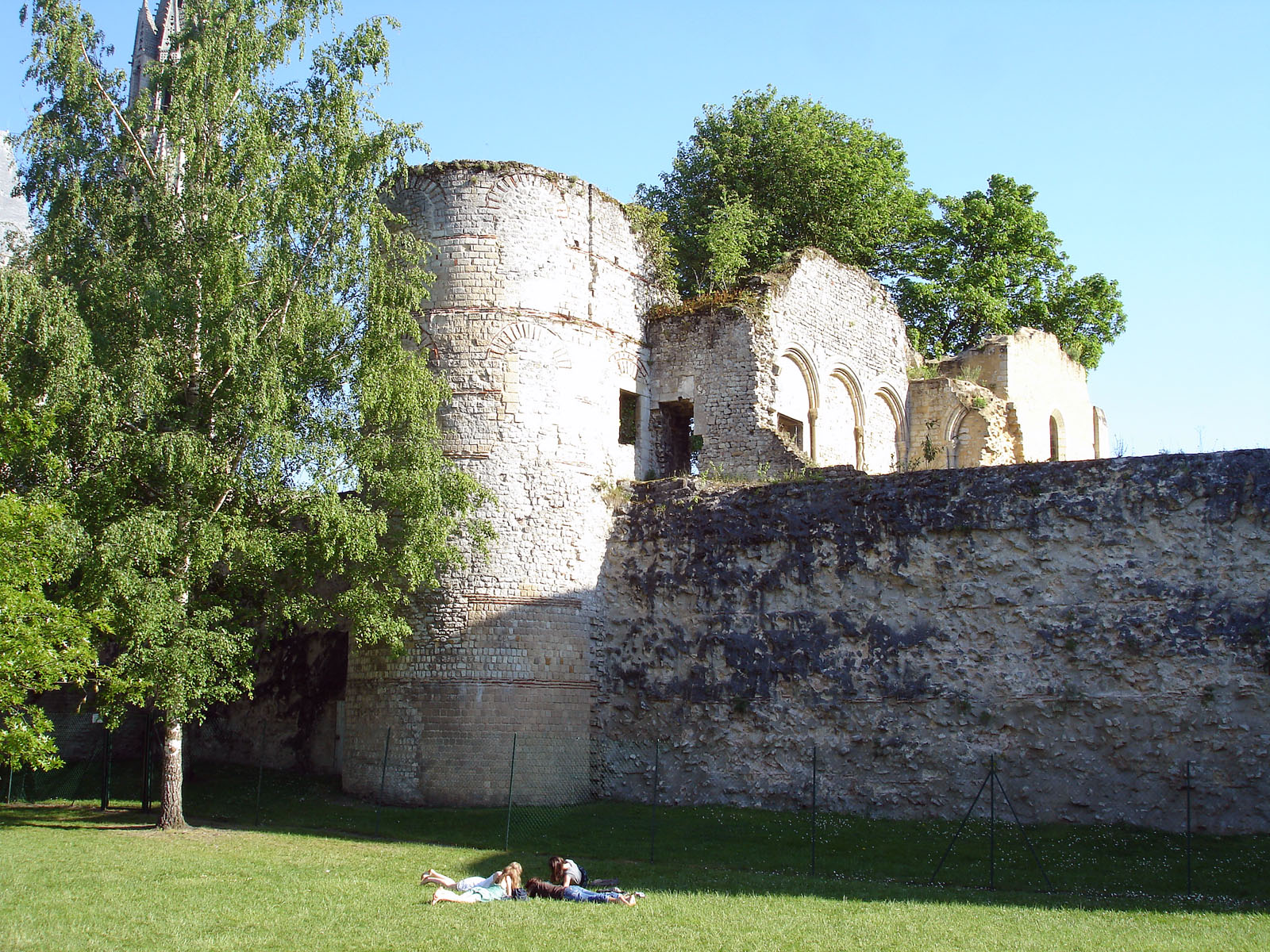
Torre di guardia e parete orientale de la Salle des Maréchaux visti dal jardin du Roy.

Del castello reale rimangono quattro elementi separati gli uni dagli altri. La porta fortificata del castello, del XIII secolo, è ben conservata ma ha perso due torri rotonde, che la fiancheggiavano, a seguito della demolizione del XVII secolo. È possibile che il castello fosse dotato di ponte levatoio. A parte la porta ben protetta, prima di tutto in segno di potere, il castello non aveva una particolare struttura di difesa. Guardando al cancello del giardino del palazzo reale da Place du Parvis, si vede la porta fortificata a sinistra dell'Ufficio del Turismo, e alla destra dell'hotel des Trois-Pots.
Di fronte, subito a destra dell'ingresso all'angolo nord-est del parco, si trova una grande torre quadrata, della fine del X secolo, tagliata nel XVII secolo. Il suo aspetto originale è sconosciuto, ma le caratteristiche attuali la fanno assomigliare ad una prigione. Costruita con grandi blocchi di pietra provenienti da antichi edifici pubblici demoliti in passato (Augustomagus), è da tempo confusa con un edificio gallo-romano. In realtà, solo le fondazioni contengono resti archeologici di questo periodo. La torre si distingue per grandi contrafforti e muri spessi 4,5 m. L'interno contiene una singola stanza rettangolare, ristrutturata in epoca gotica, con un pozzo a sud-est. Vicino a questa torre è stata scoperta la base della statua dell'imperatore Claudio il Gotico, esposta al Museo d'Arte e Archeologia di Senlis. La torre non è aperta al pubblico e non è visibilmente collegata al palazzo reale di Luigi il Grosso.
I due ruderi che si incontrano verso ovest sono i resti del castello stesso. Sono appoggiati contro le mura gallo-romane e parzialmente visibili dal Giardino del Re, rue du Chat-Haret. Il primo corpo è il più importante. Da sud, si vede al piano terra un ampio passaggio ad arco, che diventa ben presto più stretto: era la principale via di accesso agli appartamenti reali. Al piano superiore, si può vedere un arco semicircolare sottolineato da punte di diamante e fiancheggiato da colonne che conservano i loro capitelli scolpiti. Un secondo arco dello stesso tipo è visibile se si guarda da est. Entrambi i portici si affacciano sulla tribuna occidentale della cappella reale di Saint-Denis, consacrata nel 1142 e demolita nel XIX secolo. La cappella aveva due baie e abside semicircolare. La sua pianta è ancora visibile sul terreno. Il locale posteriore, contro il muro, era la cantina. Di essa rimane una colonna tonda con due archi di sostegno. A sinistra della cantina si trovavano le cucine e relativi locali di servizio. Il soffitto era piatto, come dimostrano le tracce, ancora visibile, sulle mura in sezione.
Il primo piano contiene il "corpo di guardia" a destra, comunicante con la cappella a mezzo di un porticato, un piccolo portale ad archivolto lavorato con cura (non visibile dall'esterno), e la "Sala dei Marescialli" a sinistra. Una piccola porta collega le due stanze. Gli archi, visibili sia da ovest che da est, avevano una funzione decorativa. I resti più interessanti si trovano ad ovest. Tre archi a tutto sesto decorati con archivolti sono supportati da semicolonne con capitelli. Arcate similari si trovano anche sulla costruzione a sinistra nella sala dei marescialli, ed esistevano anche sulle pareti nord e sud. Nulla resta della scala monumentale a est, a destra della cappella, costruita da Francesco I per consentire l'accesso diretto alla sala delle "guardie". Dietro le rovine è la torre n° 29 o "Torre di Guardia", accessibile dal castello, e la cui destinazione dopo la costruzione del recinto di Filippo Augusto, non è nota.
Il corpo di fabbrica ad ovest, probabilmente ospitava gli appartamenti privati. La facciata meridionale è stata costruita nel 1861 in stile neogotico, in seguito alla demolizione del fabbricato a sud. Al primo piano, sono visibili degli archi dello stesso tipo di quelli già descritti nella sala reale. Sul lato ovest la vista si apre sulla torre numero 28 delle mura gallo-romane, detta "torre dell'Oratorio" in quanto trasformata in una cappella da Carlo V, re dal 1364 al 1380. Di questa trasformazione rimane un arco visibile dal giardino del re, sul lato orientale della torre. L'interno del palazzo è utilizzato come deposito dei reperti trovati durante gli scavi archeologici. Al piano di sopra si trova un camino del XV secolo..

## Priorato di Saint-Maurice

### Storia

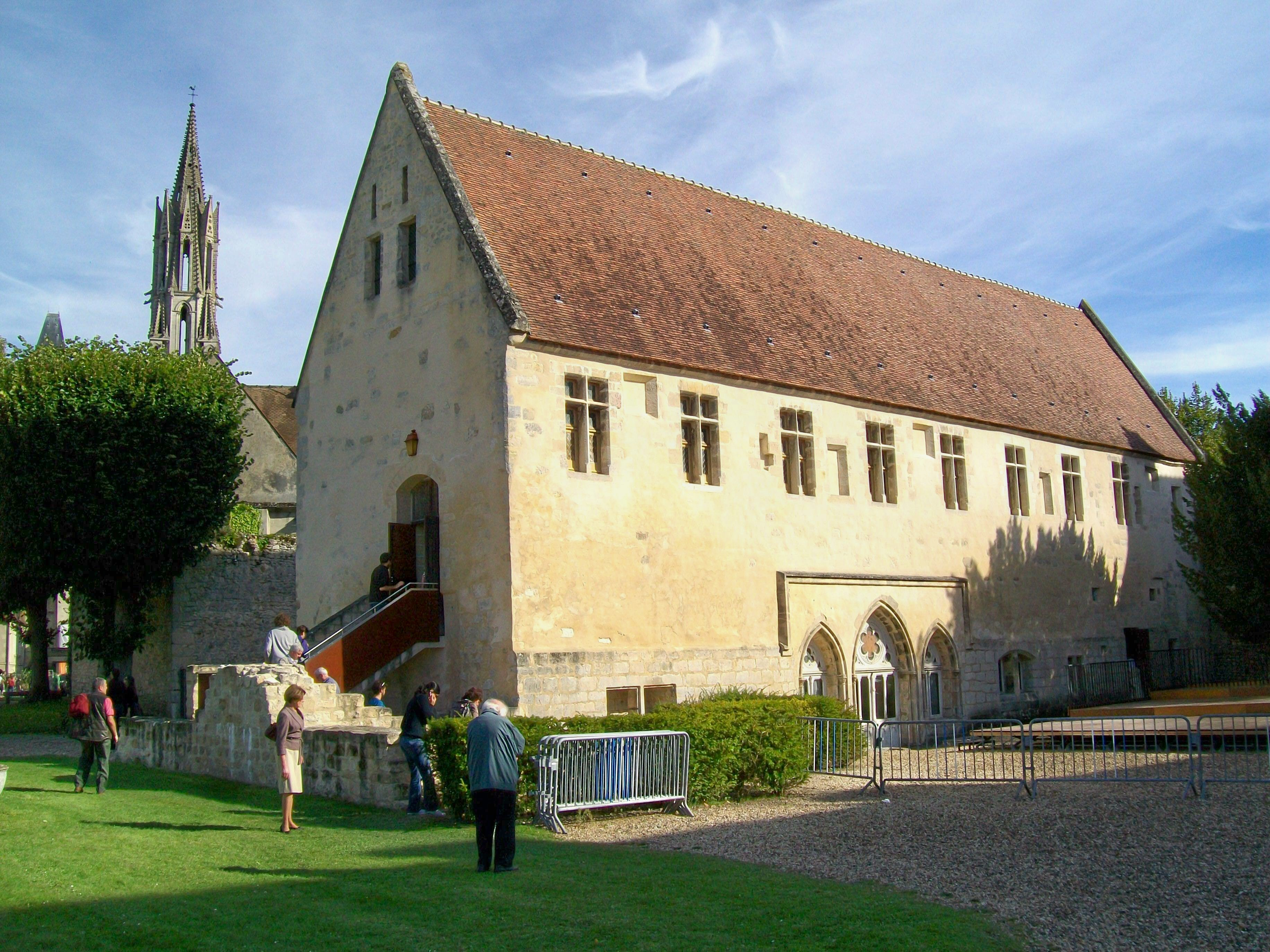
Edificio dei monaci, facciata ovest che in passato dava sul chiostro.

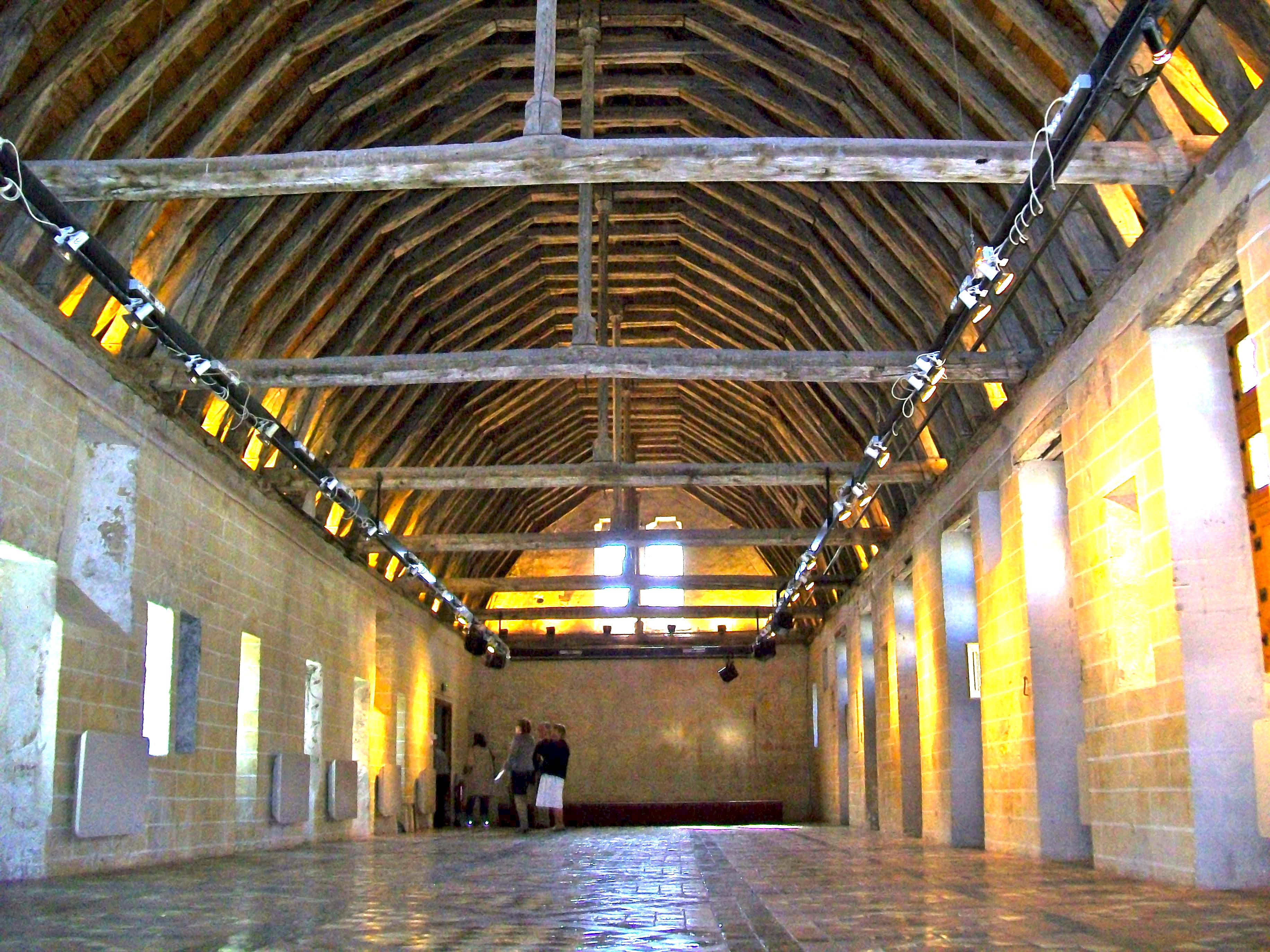
L'interno del dormitorio dei monaci la cui struttura è vecchia di 500 anni.

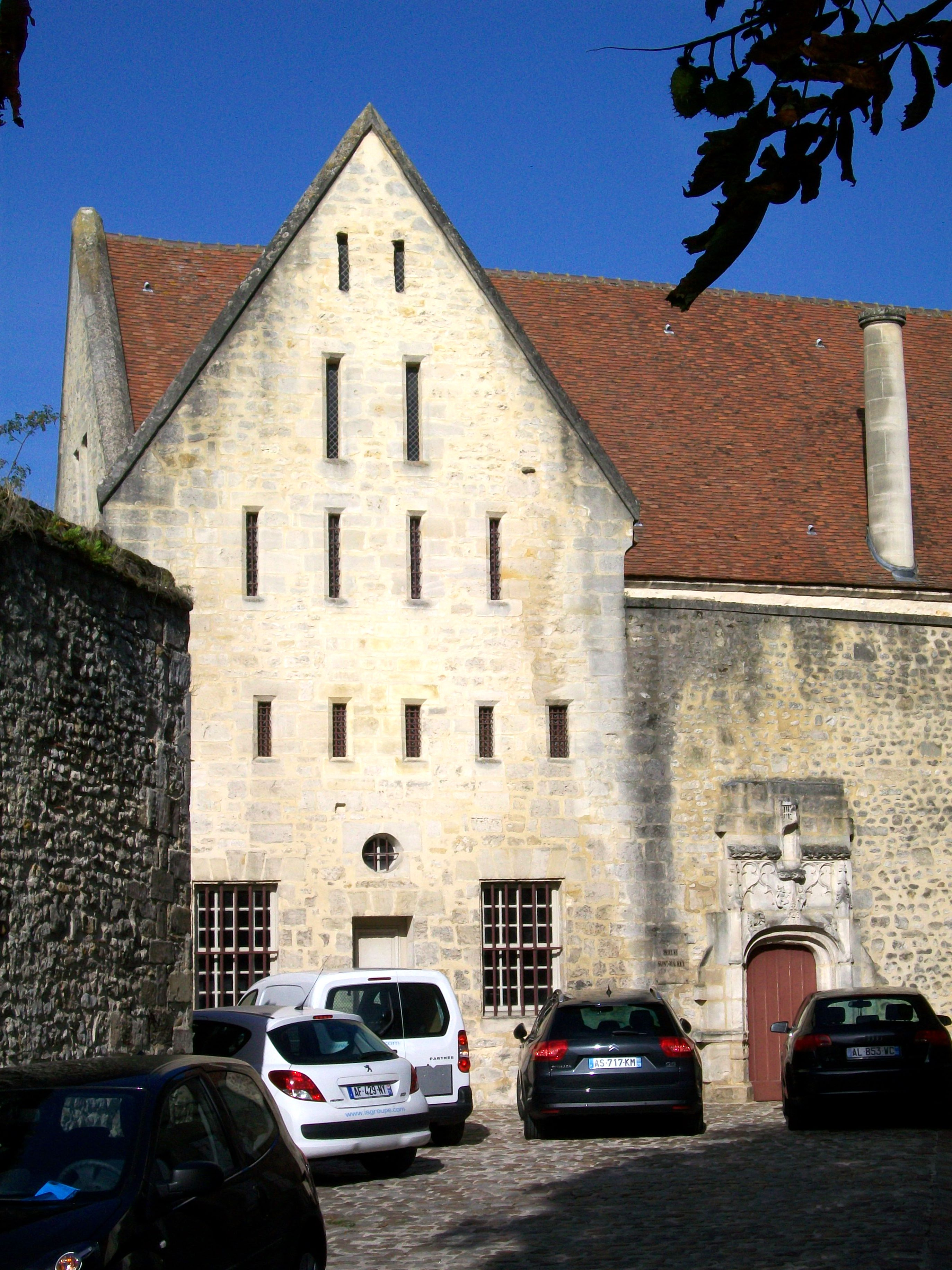
Edificio dei monaci.

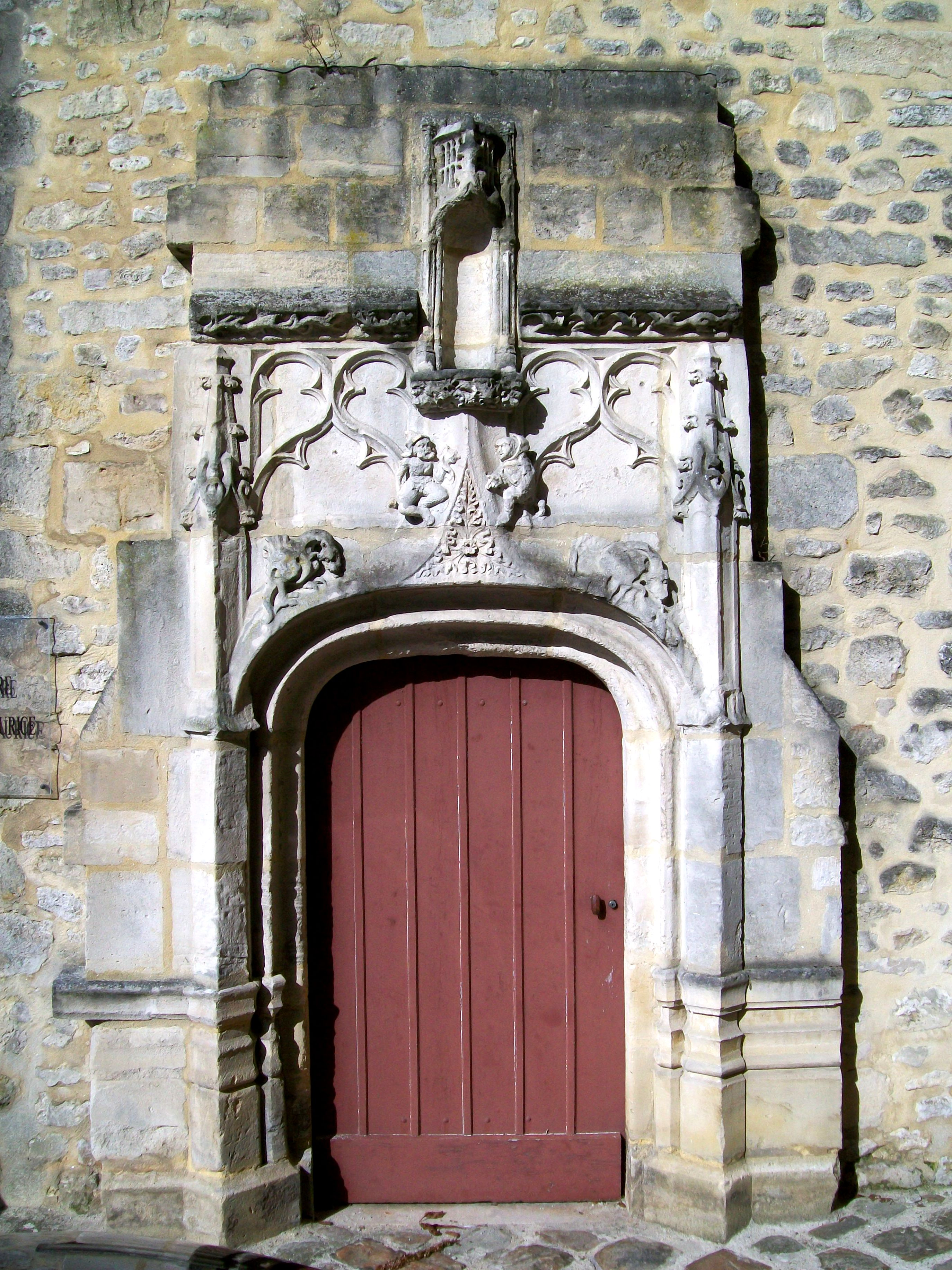
Porta proveniente dal convento dei cordeliers.

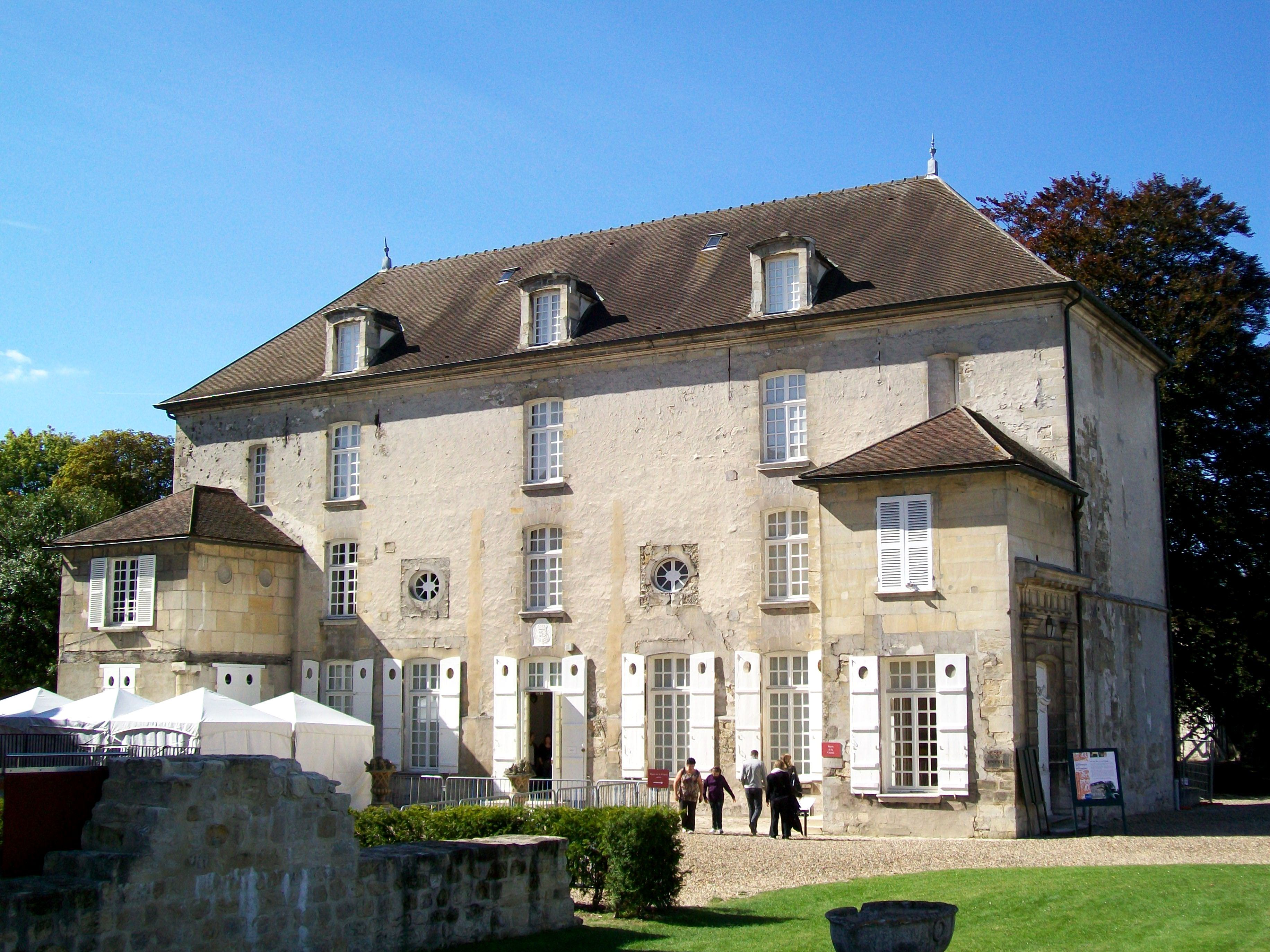
Antica residenza del priore del XVIII secolo.

Quando Luigi IX venne a sapere che l'Abbazia territoriale di Saint-Maurice d'Agaune a Saint-Maurice possedeva diverse reliquie di San Maurizio e dei suoi 24 compagni martiri del massacro della legione tebana, chiese all'abbazia di ricevere parte di esse, sia per la gloria di Dio che per l'edificazione del popolo di Francia. Allo stesso tempo, il re offrì in cambio alcune spine della Santa Corona. Padre Agaune rispose positivamente a tale richiesta, ed è apparentemente dalla risposta positiva che San Luigi decise la fondazione del priorato di Saint-Maurice nella città di Senlis. Egli informò l'abate Agaune che le reliquie sarebbero state destinate a Senlis e l'abate si mise in marcia, accompagnato da una piccola delegazione dei suoi canonici. Quando il re venne a sapere che la processione si avvicinava a Senlis, con quattordici teche nel bagaglio, fu colto di sorpresa: non vi era alcuna disposizione per l'accoglienza degli ospiti, e tanto meno si stava costruendo il priorato. Agaune e la sua scorta vennero accolti con tutti gli onori al castello di Mont-l'Évêque, sito nelle vicinanze, mentre Luigi IX dispose per la preparazione di un evento degno delle illustri reliquie che giungevano a Senlis. Riunì a questo scopo prelati, baroni e quanti altri desideravano partecipare. La celebrazione fu indetta per il 5 febbraio 1262. Il giorno prima, diversi vescovi e abati si riunirono a Mont l'Eveque, e al mattino, il Vescovo di Senlis, Robert Cressonsacq, accolse gli ospiti svizzeri assieme a tutto il clero della città. La popolazione partecipò numerosa all'evento. Le teche, in numero di 25 in base al numero dei santi le cui reliquie contengono, vennero portate a Senlis da molti baroni o cavalieri. Dopo la messa solenne presso la Cattedrale, le reliquie vennero conservate nella cappella reale di Saint-Denis.
Il lavoro doveva essere effettuato con procedura d'urgenza perché questa soluzione transitoria non poteva durare a lungo. La costruzione del convento durò esattamente ventisei mesi. L'apertura poté essere celebrata domenica 1º giugno 1264, nella nuova cappella del priorato di Saint-Maurice, alla presenza del re e del vescovo di Senlis. Erano presenti molti altri vescovi e la folla era enorme. La cappella fu dedicata alla Vergine ed a San Maurizio e ai suoi compagni. Per le sue vetrate colorate e l'architettura, la cappella era una riproduzione della Sainte-Chapelle di Parigi, costruita sedici anni prima. Se non è possibile ora verificare queste affermazioni, è fuor di dubbio che la cappella di Senlis era costruita su due piani, e alcuni elementi scultorei ritrovati (capitelli e portale a chiave di volta) hanno sicuramente una qualità di esecuzione molto elevata, pur mostrando l'austerità richiesta dalla Regola di sant'Agostino. D'altra parte, sappiamo che la liturgia nella cappella di Saint-Maurice di Senlis era quella della Sainte-Chapelle di Parigi.
Il documento di fondazione del priorato prevedeva un organico di dodici canonici regolari di sant'Agostino, oltre al priore. Il re stesso e Robert Cressonsacq emanarono un regolamento che prevedeva, tra l'altro, il vestito rosso dei monaci dell'abbazia di Agaune: infatti, l'abbazia svizzera fu dichiarata casa madre. Al fine di garantire il funzionamento del priorato, gli vennero assegnate le rendite della cappella reale di Saint-Denis (Castello Reale). Quest'ultima cappella, allo stesso tempo perse il suo status di cappella reale.
Re Filippo l'Ardito, figlio di San Luigi, lasciò nel suo testamento una somma di 50 tornesi pari a quanto aveva lasciato al convento suo padre. Alla fine del XIII secolo, il priorato possedeva il mulino di Sénecourt à Catenoy e aveva il diritto esclusivo sulla questua nella chiesa del villaggio. Nel 1376, le reliquie si arricchiscono con una parte del braccio di San Maurizio. Per riformare il monastero, il Papa Leone X nominò padre Antoine Parent, già a Saint-Christophe Fleurines, priore di Saint-Maurice. Con bolla del 1518, Parent cercò, tre anni più tardi, di prendere possesso del convento, ma i religiosi lo rifiutarono, non volendo accettare un priore della Congregazione cluniacense . Numerosi tentativi di riformare Saint-Maurice andarono a vuoto per l'ostinazione del priore Jacques Monnot, fino a quando Guillaume Parvy riuscì a riportare il convento alla congregazione dell'Abbazia Saint-Victor di Parigi nel 1530. Da allora i religiosi indossarono un abito bianco. Le discussioni sulla riforma non si fermarono nemmeno durante gli anni seguenti. Nel 1571, Saint-Maurice ebbe l'onore di ospitare il Capitolo Generale della congregazione fra le sue mura. Enrico IV venne due volte ad ascoltare la messa nel 1594.
Nel 1638, il presidente Amelot riunì amministrativamente Senlis al priorato di Saint-Maurice. Sotto la guida del Cardinale de La Rochefoucauld, il priorato venne collegato all'Abbazia di Sainte-Geneviève di Parigi nel 1643. I monaci dell'Abbazia di San Vincenzo di Senlis, affiliata alla stessa congregazione, presero possesso il 14 aprile 1643, accompagnati da Charles Faure, abate del abbazia di Mont Sainte-Geneviève e generale dell'ordine. I vecchi monaci di Saint-Maurice furono costretti a lasciare, ma vennero ricompensati con una pensione di 400 lire ciascuno.
Lavori significativi vennero realizzati durante la seconda metà del XVII secolo e nel XVIII. Tuttavia, il numero dei monaci diminuì e nel 1768, venne decisa la soppressione del monastero ormai ridotto ad avere soltanto tre monaci. Il convento venne venduto come bene nazionale per la Rivoluzione, e venne acquistato dal famoso attore Pierre Louis Dubus detto Preville. Tuttavia, nel 1795 lo rivendette a Monsieur de Malézieu de Crépy-en-Valois. Lui o il suo predecessore fecero abbattere il chiostro e la cappella. Nel 1816, la famiglia dei Boisserie Turquet acquistò ciò che restava del convento, prima di acquisire le rovine del castello reale nel 1835, e il giardino du Roy (parete nord) nel 1846. Come accennato in precedenza, la città di Senlis acquistò i tre lotti dai Boisserie Turquet nel 1956, in particolare per avere, con l'ex casa del priore, un locale particolarmente adatto per ospitare il Museo della caccia. Tuttavia, l'apertura del parco attorno alle rovine del priorato e del castello risale ad un periodo precedente. Agli inizi del XX secolo, una guida turistica dice che doveva suonare alla portineria, per poter accompagnare i visitatori durante la visita.

### Descrizione dei monumenti
Dell'antico convento rimangono due edifici uno di fronte all'altro, isolati gli uni dagli altri, e costruiti in stili completamente diversi, per cui la loro connessione storica può non essere evidente. Si tratta dell'ex palazzo del priore del XVIII secolo, grande casa a due piani che evoca un palazzo e il vecchio edificio dei monaci, il cui piano terra risale al XIII secolo.
I diversi edifici del priorato vennero costruiti intorno ad un chiostro quadrato. La casa del priore si trovava sul lato occidentale, e quella dei monaci sul lato orientale. A nord il chiostro era chiuso dalla parete sud della cappella, e la tradizione orale vuole che sia stato costruito secondo il modello della Sainte-Chapelle di Parigi. Tuttavia, ad oggi, non esiste alcuna rappresentazione pittorica e la sua disposizione è nota solo da una planimetria molto schematica conservata nella Biblioteca Sainte-Geneviève a Parigi. La navata consisteva di tre baie con travi a nord. Il coro era costituito da due campate poligonali e una cappella laterale a nord a tetto piano.
L'edificio dei monaci era costruito con facciate austere dotate di grandi finestre sul piano del chiostro. Diverse piccole aperture sono state chiuse. Sul lato del chiostro inoltre, è sempre possibile vedere una successione di tre archi, tra cui quello al centro più alto rispetto agli altri: erano la porta e le finestre della sala capitolare, che, da nord seguiva la scala interna e la sagrestia. Poi vi è la biblioteca e la cucina, parti che non sono conservate nel loro stato originale. Nel timpano nord si trova oggi uno dei due ingressi, con una scala esterna che porta direttamente al piano. L'altro ingresso ha un portale tardo gotico inserito soltanto nel 1993. Proviene dal convento dei Cordeliers, rue des Cordeliers ed è l'ultima vestigia. L'edificio più notevole è il grande dormitorio dei monaci al secondo piano, che occupa l'intera lunghezza. Perfettamente ristrutturato, questo salone probabilmente costruito nel XVI secolo, mantiene la sua struttura originale vecchia di cinquecento anni. Il dormitorio dei monaci ospita ora eventi culturali della città di Senlis ed è aperto ai visitatori durante le Giornate Europee del Patrimonio.
La casa del priore è in stile classico, ma la grande semplicità della sua architettura non consente l'individuazione di uno stile particolare. La facciata orientale ha ancora una certa eleganza e deve la sua armonia alle finestre alte. Essa è preceduta da due corpi laterali preliminari. A destra (nord) vi è un portale in stile classico dotato di una sporgenza. Vi si accede attraverso una porta a vetri centrale, con due finestre su ogni lato. Al piano superiore, il ritmo delle finestre cambia, ci sono tre finestre normali e due a occhio di bue. Il tetto ha tre abbaini allineati alle finestre. Esistono anche due cantine al livello del precedente edificio, restaurate dalla città di Senlis. La seconda cantina si trova al livello del pozzo, molto profondo.
Sul percorso verso la casa del priore esiste una statua, copia in bronzo del XIX secolo, di "Diana e il cervo" del Château d'Anet. L'originale è opera di Jean Goujon. Poi, dietro al museo vicino alla porta di piazza Saint-Maurice a ovest, si trova un piccolo obelisco proveniente dall'intersezione fra il carrefour des Égyptiennes e il carrefour de l'Obélisque davanti all'antica porta Bellon. Questo incrocio era vicino al monumento della fratellanza franco-marocchina in corso Boutteville. L'obelisco fu eretto nel 1779 per celebrare la nascita di Marie-Thérèse de France, prima figlia di Luigi XVI e Maria Antonietta nata dopo otto anni di matrimonio.